# Rehweiler (Geiselwind)
Rehweiler ist ein Gemeindeteil des Marktes Geiselwind im Landkreis Kitzingen (Unterfranken, Bayern). Die Gemarkung Rehweiler hat eine Fläche von 2,107 km². Sie ist in 310 Flurstücke aufgeteilt, die eine durchschnittliche Fläche von 6795,93 m² haben.

## Geografische Lage
Das Pfarrdorf liegt am Haselbach, einem rechten Zufluss der Ebrach. Im Nordwesten im Obersambacher Wald befindet sich der Schönberg (464 m ü. NHN), einer Erhebung des Steigerwaldes. Die Kreisstraße KT 15 führt nach Abtswind (4,3 km westlich) bzw. nach Langenberg (1,6 km östlich). Die Kreisstraße KT 51 führt nach Dürrnbuch (2 km südöstlich).

## Geschichte
Im Mittelalter befanden sich zwei Dörfer auf der Fläche des heutigen Rehweiler. Weiler wurde im Jahr 1258 als „Wielere“ erwähnt, „Fuchsstatt“ erstmals 1384 genannt. Beide Dörfer waren bereits ab dem 15. Jahrhundert verlassen und kamen als castellisches Lehen in die Hände mehrerer Adeliger. So vermachte Georg von Gnottstadt im Jahr 1533 der Kirche in Rüdenhausen den wüsten Steigerwaldweiler.
Erst zu Beginn des 18. Jahrhunderts ordnete Graf Johann Friedrich zu Castell-Rüdenhausen die Wiederbesiedlung des Dorfes an. Er hatte es 1697 verlassen erworben und in ein Kammergut umwandeln lassen. Der neue Name Rehweiler soll auf einen Ausspruch eines Grafen von Hohenlohe zurückgehen. Er verwies auf die gute Jagdausbeute und meinte: „Warum heißt das Örtchen Weiler, es sollte Rehweiler heißen.“
Graf Ludwig Friedrich zu Castell-Remlingen baute die Siedlung im Sinne des herrnhutischen Pietismus um. Im Jahr 1734 erwarb er das Gut Rehweiler und ließ Prediger aus der pietistischen Hochburg in der Lausitz nach Franken reisen. Die Gemeinde erhielt ein Waisenhaus und man begann mit der Produktion von Porzellan in der Finger’schen Mühle.
Gegen Ende des 18. Jahrhunderts gab es in Rehweiler 27 Anwesen (1 Mühle, 1 Wirtshof mit Brauerei und Felsenkellerei, 1 Synagoge, 1 Großes Judenhaus, 3 Anteile am Langen Judenhaus, 16 Häuser, 2 Häuslein und 2 Halbhäuser), ein Schloss mit Nebengebäuden, eine Kirche und ein Hirtenhaus. Die Hochgerichtsbarkeit übte das castell-remlingische Cent Burghaslach aus. Die Dorf- und Gemeindeherrschaft sowie die Grundherrschaft sämtlicher Anwesen hatte das castell-remlingische Amt Rehweiler.
Im Jahre 1806 kam Rehweiler zum Königreich Bayern. Im Rahmen des Gemeindeedikts entstand die Ruralgemeinde Rehweiler. Sie war in Verwaltung und Gerichtsbarkeit dem Herrschaftsgericht Rüdenhausen zugeordnet (1806–1810, 1814–1848, 1853 zum Landgericht Wiesentheid umgebildet. Von  1810 bis 1814 war das Distriktskommissariat Marktsteft des Großherzogtum Würzburg zuständig). Ab 1862 war für die Verwaltung das Bezirksamt Gerolzhofen zuständig (1939 in Landkreis Gerolzhofen umbenannt) und für die Finanzverwaltung das Rentamt Gerolzhofen (1919–1973: Finanzamt Gerolzhofen, seit 1973: Finanzamt Kitzingen). Die Gerichtsbarkeit blieb bis 1879 beim Landgericht Wiesentheid, von 1880 bis 1925 war das Amtsgericht Wiesentheid zuständig, seitdem ist es das Amtsgericht Kitzingen. 1964 hatte die Gemeinde eine Gebietsfläche von 2,166 km². Am 1. Juli 1972 wurde Rehweiler im Zuge der Gebietsreform in Bayern nach Geiselwind eingemeindet.

### Einwohnerentwicklung
| Jahr      | 1811  | 1840   | 1852   | 1855   | 1861   | 1867   | 1871   | 1875   | 1880   | 1885   | 1890   | 1895   | 1900   | 1905   | 1910   | 1919   | 1925   | 1933   | 1939   | 1946   | 1950   | 1952   | 1961   | 1970   | 1987   | 2025  |
| Einwohner | 240   | 295    | 247    | 229    | 248    | 254    | 257    | 261    | 275    | 285    | 261    | 259    | 239    | 242    | 222    | 228    | 206    | 214    | 196    | 307    | 255    | 226    | 193    | 198    | 224    | 269   |
| Häuser    | 49    |        |        |        |        |        | 48     |        |        | 50     | 51     |        | 50     |        |        |        | 46     |        |        |        | 49     |        | 48     |        | 70     |       |
| Quelle    | [ 9 ] | [ 14 ] | [ 14 ] | [ 14 ] | [ 15 ] | [ 16 ] | [ 17 ] | [ 18 ] | [ 19 ] | [ 20 ] | [ 21 ] | [ 14 ] | [ 22 ] | [ 14 ] | [ 23 ] | [ 14 ] | [ 24 ] | [ 14 ] | [ 14 ] | [ 14 ] | [ 25 ] | [ 14 ] | [ 10 ] | [ 26 ] | [ 27 ] | [ 2 ] |

## Kultur und Sehenswürdigkeiten

### Baudenkmäler

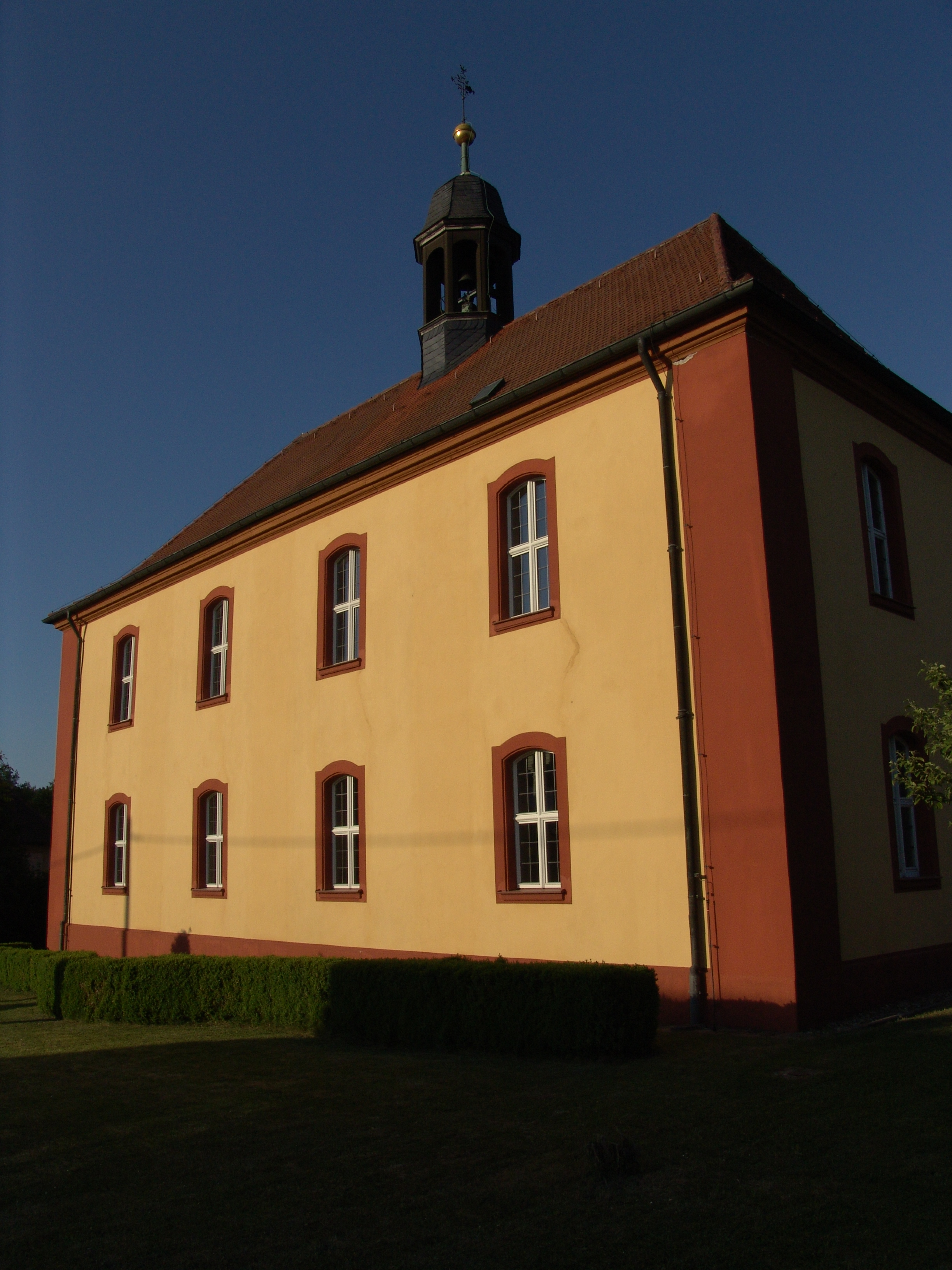
Die Kirche in Rehweiler

- Das Dorf wird von der sogenannten Schlösslein-Kolonie der Herrnhuter geprägt. Mehrere Walmdachbauten, darunter das ehemalige Schul- und Waisenhaus, stehen an der Durchfahrtsstraße des Ortes. Eines der Häuser ist mit der Jahreszahl „1737“ bezeichnet.[28]
- Die Pfarrkirche der evangelischen Gemeinde ist die einzige Herrnhuter Saalkirche in Bayern. Das Gebäude wurde im Jahr 1774 fertiggestellt und schließt nach oben mit einem achteckigen Glockentürmchen ab. Im Inneren befinden sich ein Altar und eine Kanzel aus der Erbauungszeit, die beide dem Rokoko zuzurechnen sind. Ein jüdischer Friedhof wurde im Jahr 1938 aufgelöst, lediglich ein Grabstein des 19. Jahrhunderts erinnert noch an die Gemeinde.[28]

### Die Fayence-Manufaktur (1788–1792)
Die Fayence-Fabrik in Rehweiler wurde im Jahr 1788 von Marktbreit aus gegründet. Der in Berlin geborene Johann Gottlieb Ehrgott Matthias Gottbrecht (1751–1795) erwarb die Fingermühle in Rehweiler und wandelte die Anlage zusammen mit seinem Sohn Christian Gottbrecht in eine Fayence-Manufaktur um. Gottbrecht investierte allerdings nicht genug in das Unternehmen, sodass die Manufaktur bereits 1789 in eine Aktiengesellschaft umgewandelt wurde. Die Aktionäre verpachteten sie 1790 an den Rat Cunradi, der hohe Zinsen versprach.
Der Pächter betrieb die Manufaktur einige Zeit und übergab die Anlage im August 1791 an das gräfliche Haus Castell, das auch die Aktienmehrheit erwarb. Als technischen Direktor setzten die Grafen den aus Ilmenau in Thüringen stammenden Christian Zacharias Gräbner ein. Allerdings scheiterte auch er mit der Fortführung der Produktion. Im Juli 1792 übergab man die Anlage wieder einem Müller und die Vorräte wurden an den Betrieb in Vestenbergsgreuth veräußert.

### Sage
Im Dorf lebte einst ein armer Holzfäller. Er hatte eine junge Frau geheiratet, die als Fremde ins Dorf gekommen war und von der niemand wusste, woher sie kam. Immer im Frühjahr um den Walpurgitag wurde sie unruhig, dass ihr Mann dachte, sie sei krank. In dieser Zeit verschüttete der Holzfäller aus Versehen eine Suppe, die ihm seine Frau zum Abendessen zubereitet hatte. Anders als in den Nächten zuvor konnte er nicht einschlafen. Um Mitternacht erhob sich seine Frau plötzlich vom Lager und stieg durch das Fenster.
Der Holzfäller folgte erschrocken seiner Gemahlin ins Dunkle, konnte sie aber nicht entdecken. Ihm dämmerte, dass seine Frau zu den Unirdischen gehörte, die dem Teufel ihre Seele verschrieben hatten. Diese Druden konnten allerdings nur durch die gleichen Öffnungen ins Haus zurückkehren, durch die sie es verlassen hatten. Er stellte eine geweihte Kerze ins Fenster und hörte nach einiger Zeit ein lautes Schluchzen vor dem Haus.
Nun löschte er unauffällig das Licht und seine Frau konnte zurückkehren. In der Folgezeit rührte er während der Frühjahrszeit die Suppe seiner Frau nicht mehr an, in den seine Frau einen Schlaftrunk geschüttet hatte und stellte immer wieder das Licht ins Fenster. Zunächst war die Frau darüber sehr unglücklich, aber bald hatte der Spuk ein Ende. Als sie starb und im Friedhof beerdigt wurde, nannten die Leute die Stelle das wendische Grab.

## Bildung
Rehweiler liegt heute im Sprengel der Drei-Franken-Grundschule im Hauptort Geiselwind. Ab der 5. Klasse besuchen die Kinder die Nikolaus-Fey-Mittelschule in Wiesentheid. Weiterführende Schulen können mit der Mädchenrealschule in Volkach, der Realschule in Ebrach und mit der Realschule in Dettelbach besucht werden. Gymnasien gibt es in Münsterschwarzach (Egbert-Gymnasium), Volkach-Gaibach (Franken-Landschulheim Schloss Gaibach), Wiesentheid (Steigerwald-Landschulheim) und Kitzingen (Armin-Knab-Gymnasium). Bereits in Mittelfranken liegt das Gymnasium Scheinfeld.

## Religion
Rehweiler ist seit der Reformation evangelisch-lutherisch geprägt und Sitz einer Pfarrei. Es gab ab dem 18. Jahrhundert auch eine israelitische Kultusgemeinde.

## Persönlichkeiten

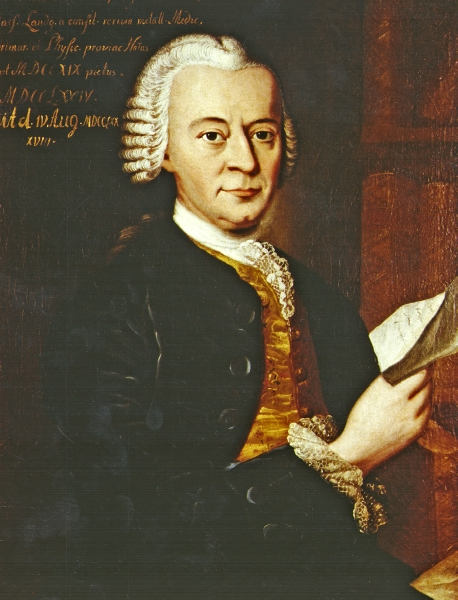
Porträt Johann Wilhelm Baumer

- Johann Pöschel (1711–1741), Geistlicher und Kirchenlieddichter, Hofprediger in Rehweiler
- Johann Wilhelm Baumer (1719–1788), Physiker, Mediziner und Mineraloge
- Johann Philipp Baumer (1725–1771), Professor der Medizin an der Universität Erfurt, Schriftsteller
- Christian Gottbrecht (1789–), Porzellanmaler, Fabrikbesitzer in Reichmannsdorf, später Obermaler in Volkstedt
- Max Herold (1840–1921), Kirchenrat, Dekan, Stadtpfarrer, Herausgeber der „Siona“, Ehrenbürger von Schwabach[32]
- Georg Kern (1885–1947), Kirchenrat, Dekan, Pfarrer und Kreisdekan